# The Real Thing: Words and Sounds Vol. 3
Albums de Jill Scott
Collaborations
(2007) Live in Paris+
(2008)
Singles
1. Hate on Me
Sortie : Août 2007
2. My Love
Sortie : Novembre 2007
3. Whenever You're Around
Sortie : 2008

The Real Thing: Words and Sounds Vol. 3 est le troisième album studio de Jill Scott, sorti le 30 janvier 2007.
L'album s'est classé 2e au Top R&B/Hip-Hop Albums et 4e au Billboard 200 et au Top Internet Albums et a été certifié disque d'or par la Recording Industry Association of America (RIAA) le 17 mars 2009.

## Liste des titres
| No  | Titre                                          | Auteur                                                  | Contient un (des) sample(s) de                                               | Durée |
| --- | ---------------------------------------------- | ------------------------------------------------------- | ---------------------------------------------------------------------------- | ----- |
| 1.  | Let It Be                                      | Jill Scott, Khari Mateen                                |                                                                              | 1:50  |
| 2.  | The Real Thing                                 | Scott, Andre Harris, Vidal Davis, Jason Boyd, Ryan Toby | You Know You Know du Mahavishnu Orchestra SpottieOttieDopaliscious d'OutKast | 3:24  |
| 3.  | Hate on Me                                     | Scott, Adam Blackstone, Steve McKie                     |                                                                              | 3:29  |
| 4.  | Come See Me                                    | Scott, JR Hutson                                        |                                                                              | 4:59  |
| 5.  | Crown Royal                                    | Scott, Hutson                                           |                                                                              | 1:48  |
| 6.  | Epiphany                                       | Scott, Scott Storch                                     |                                                                              | 2:31  |
| 7.  | My Love                                        | Scott, Blackstone, McKie                                |                                                                              | 3:50  |
| 8.  | Insomnia                                       | Scott, Omari Shabazz                                    |                                                                              | 3:55  |
| 9.  | How It Make You Feel                           | Scott, Stokley Williams                                 |                                                                              | 4:32  |
| 10. | Only You                                       | Scott, Tyrone Benjamin Goldstein II                     |                                                                              | 3:32  |
| 11. | Whenever You're Around (featuring George Duke) | Scott, Hutson                                           |                                                                              | 4:05  |
| 12. | Celibacy Blues                                 | Scott, Blackstone, Randy Bowland                        |                                                                              | 2:15  |
| 13. | All I                                          | Scott, Blackstone                                       |                                                                              | 4:56  |
| 14. | Wanna Be Loved                                 | Scott, Hutson                                           |                                                                              | 3:22  |
| 15. | Breathe                                        | Scott, Om'Mas Keith, Shafiq Husayn                      |                                                                              | 2:06  |

| 16. | Imagination/Crown Royal Suite | Scott, Hutson        | 5:50 |
| 17. | Rightness                     | Scott, Harris, Davis | 3:40 |

| 16. | Imagination/Crown Royal Suite            | Scott, Hutson        | 5:50  |
| 17. | Rightness                                | Scott, Harris, Davis | 3:40  |
| 18. | Golden (Live in Paris)                   | Scott, Bell          | 10:08 |
| 19. | The Fact Is (I Need You) (Live in Paris) | Scott, Kuzma         | 6:40  |

| 16. | Imagination/Crown Royal Suite | Scott, JR Hutson                                                | 5:50 |
| 17. | Rightness                     | Scott                                                           | 3:40 |
| 18. | Bedda at Home (Live in Paris) | Scott, Carvin Haggins, Ivan Barias, Frank Romano, Johnnie Smith | 8:32 |